# (33612) 1999 JZ62
1999 JZ62 (asteroide 33612) é um asteroide da cintura principal. Possui uma excentricidade de 0.10690290 e uma inclinação de 12.51345º.
Este asteroide foi descoberto no dia 10 de maio de 1999 por LINEAR em Socorro.